# Völzberger Köpfchen
Das Völzberger Köpfchen ist eine Anhöhe im Vogelsberg und mit 570,8 m ü. NHN die zweithöchste Erhebung im Main-Kinzig-Kreis.

## Geographie
Das Völzberger Köpfchen erhebt sich 900 m nordnordöstlich von Völzberg, einem Ortsteil von Birstein. Der höchste Punkt liegt zur Gänze im Main-Kinzig-Kreis. Bereits 70 m nordöstlich davon verläuft die Grenze zum Vogelsbergkreis. Das Völzberger Köpfchen liegt auf der Rhein-Weser-Wasserscheide. Am Osthang des Berges entspringt die Lüder, die über die Fulda der Weser zufließt. Westlich des Völzberger Köpfchens entspringen Quellbäche der Salz, die über Kinzig und Main dem Rhein zufließt. Mit einer Dominanz von nur 400 m und einer Schartenhöhe von nur 8 m handelt es sich beim Völzberger Köpfchen um einen nur geringfügig eigenständigen Berg. Vielmehr ist es eine Kuppe im vom Weißen Stein nach Südosten ziehenden Rücken. Die Tatsache, dass das Völzberger Köpfchen dennoch häufiger genannt wird als andere Berge in seiner Umgebung, ist dem Umstand zu verdanken, dass es gelegentlich als höchster Berg des Main-Kinzig-Kreises bezeichnet wurde. Tatsächlich kommt dieser Superlativ aber dem 584,6 m hohen Haag in der Gemeinde Sinntal zu.

## Flora
Das Völzberger Köpfchen ist abgesehen vom Gipfelbereich und einer Schneise am Westhang bewaldet. Nordöstlich des Gipfels finden sich Zerstörungen des Waldbestandes durch den Orkan Kyrill.

## Tourismus
Über das Völzberger Köpfchen führt eine Etappe des Vulkanrings Vogelsberg, einem 125 km langen Wanderweg, der den Vogelsberg umrundet. Von Völzberg ist der Gipfel in 30 Minuten zu Fuß zu erreichen. Die Aussicht von oben reicht im Osten zur Rhön einschließlich des Hessischen Kegelspiels, im Süden zu Teilen des Spessarts und im Westen bis zum Großen Feldberg im Taunus. Unmittelbar südwestlich des Völzberger Köpfchens verläuft der Vogelsberger Südbahnradweg.